# جويليم مولينا
جويليم مولينا (بالإسبانية: Guillem Molina) هو لاعب كرة قدم إسباني، ولد في 3 مايو 2000 في Valls ‏ في إسبانيا.

## وصلات خارجية
- جويليم مولينا على موقع قاعدة بيانات كرة القدم.إي يو (الإنجليزية)
- جويليم مولينا على موقع Soccerway.com (الإنجليزية)